# Formations de volontaires SS azerbaïdjanais
 (juin 2021).
Les formations de volontaires SS azerbaïdjanais sont recrutées parmi des prisonniers de guerre, principalement de l'Union soviétique et des pays annexés par celle-ci après 1939. Ces formations sont organisées pour lutter contre l'Union soviétique aux côtés de l'Allemagne nazie .

## Origines
Les grandes victoires initiales de l'opération Barbarossa produisent des centaines de milliers de soldats prisonniers, non russes, dans les camps de prisonniers de guerre de l'armée allemande. Affamés, beaucoup en mourraient. En seulement huit mois de 1941 à 1942, les armées allemandes tuent environ 2,8 millions de prisonniers de guerre soviétiques par la famine, l'exposition et l'exécution sommaire. Les conditions dans les camps de prisonniers sont atroces: « Il n'y avait pas de baraquements ni de logements permanents. Les camps étaient simplement des zones ouvertes, clôturées avec du fil de fer barbelé. Les prisonniers devaient s'allonger au soleil, puis dans la boue et à l'automne — avec des températures pouvant atteindre moins 30 degrés Celsius — ils (NDT: ils, les prisonniers) risquaient de mourir de froid. " 
Les débuts des légions étrangères (NDT: non native du Troisième Reich) sont entourés d'un grand secret, par crainte d'Hitler s'opposant catégoriquement à toute forme de participation des citoyens soviétiques à la guerre contre la Russie. Mais les besoins de l'armée sur le front de l'Est incitent les commandants allemands à accepter les services de volontaires pour combattre le régime soviétique même contre les ordres clairs du commandement suprême.
Des dizaines de milliers d’entre eux sont musulmans, et la majorité viennent de l'Union soviétique. En décembre 1941, un mémorandum top secret ordonne au commandement suprême des forces armées allemandes de créer deux unités musulmanes: la Légion du Turkestan, composée de volontaires musulmans d'Asie centrale; comme les turkmènes, les ouzbeks, les kazakhs, les kirghizs, les karakalpaks et les tadjiks, et la Légion musulmane caucasienne composée de volontaires musulmans du Caucase; comme les azerbaïdjanais, les daghestanais, les ingouches et les lezghiens.
La courtisation allemande des musulmans soviétiques est une partie des plans d'Hitler visant à rallier la Turquie à sa cause et à faire progresser la prise de contrôle des champs pétrolifères au Moyen-Orient et à Bakou . Les musulmans soviétiques les plus nombreux qui servent les Allemands sont les turkmènes. Les premiers volontaires (turkmènes) sont intégrés en tant que bataillon (NDT: 450e Bataillon) de la 444e Division de sécurité en novembre 1941 et deviennent une force auxiliaire pour aider les Allemands à combattre les partisans locaux. Le major Andreas Meyer-Mader a été nommé commandant du bataillon. Meyer-Mader, un Autrichien, avait fait partie de l’état-major de l’armée nationaliste chinoise de Chiang Kai-shek avant la Seconde Guerre mondiale.
Selon le journal Argumenty i Fakty, 40 000 ressortissants azerbaïdjanais ont combattu pour le Troisième Reich, tandis que 700 000 azerbaïdjanais ont été enrôlés dans les armées de l'Union soviétique.

## 450e bataillon turkmène
Le 450e Bataillon est formé dans la ville de Legionowo (région de Varsovie) en Pologne, et à son déploiement passe la majeure partie de l'été à patrouiller les réseaux de communications et ferroviaires entre Kharkov et Stalingrad. La discipline est devenue si mauvaise qu'Andreas Meyer-Mader a été démis de ses fonctions de commandement en 1943.
En novembre 1943, Meyer-Mader rencontre Himmler pour lui proposer ses services afin d'aider à créer et commander une unité SS turque. Himmler approuve le projet, puis transfére Meyer-Mader dans les rangs de la Waffen SS et le promeut au grade de obersturmbannführer. Le 14 décembre, une réunion se tient à Berlin en présence du Grand Mufti de Jérusalem, Mohammad Amin al-Husseini . Le Grand Mufti approuve le plan de lever une division SS turco-musulmane et de donner son « leadership spirituel » pour influencer les volontaires musulmans.

## Régiment SS des musulmans d'Orient
Entre novembre 1943 et janvier 1944, une série de rencontres entre Meyer-Mader et des volontaires musulmans a lieu. À la suite de ces réunions, le 4 janvier 1944, il est décidé de former le Régiment SS Musulman oriental (Ostmuselmanisches SS-Regiment) . Lors de la même réunion, il est décidé de dissoudre les bataillons de la Wehrmacht suivants qui serviraient de base à la nouvelle plate-forme : les 450e, 480e, 782e, 786e, 790e, 791e et i/94e bataillons turkmène, le 818e bataillon azerbaidjanais et le 831e bataillon tatar de la Volga. De nombreux volontaires désertent à cette époque, et le 818e bataillon rejoint les mouvements de résistance polonais et ukrainiens.
De plus, à la même époque, Andreas Meyer-Mader effectue plusieurs visites dans des camps de prisonniers de guerre et appelle des volontaires à rejoindre la nouvelle légion musulmane SS. Les recrues étaient non seulement turques, mais aussi azerbaïdjanaise, kirghize, ouzbèkes et tadjikes. A la fin du mois de janvier 1944, il réussit à recruter trois mille volontaires concentrés à Poniatova. Pour augmenter les effectifs du régiment, des dizaines d'officiers et sous-officiers allemands y sont transférés. Néanmoins, il s'agit d'un processus très lent, principalement en raison du manque d'équipement, notamment d'uniformes et même des chaussures. Par conséquent, à la date limite d'octobre 1944 qu'Himmler a fixée pour le déploiement, il n'y a que quatre mille hommes formés en trois bataillons.
L'unité est formée à Trawniki, en Pologne, avant d'être transférée en Biélorussie pour une formation complémentaire. L'Obersturmbannführer Andreas Meyer-Mader en est le premier commandant.
L'unité souffre d'une mauvaise discipline et d'un mauvais moral, surtout après que Meyer-Mader ait été tué lors d'une escarmouche avec des partisans à Yuratishki, près de Minsk, le 28 mars 1944. La situation s'aggrave lorsque le commandant de remplacement, l'Hauptsturmführer Billig exécute 78 membres de l'unité pour insubordination. Cet incident a mis Himmler en colère et Billig est relevé (ndt: de ses fonctions, de son commandement). En mai 1944, les 550 hommes (turkmènes, tatars de la Volga, azerbaïdjanais, kirghiz, ouzbek et tadjiks) du régiment sont rattachés à la Brigade SS Dirlewanger.

## Varsovie

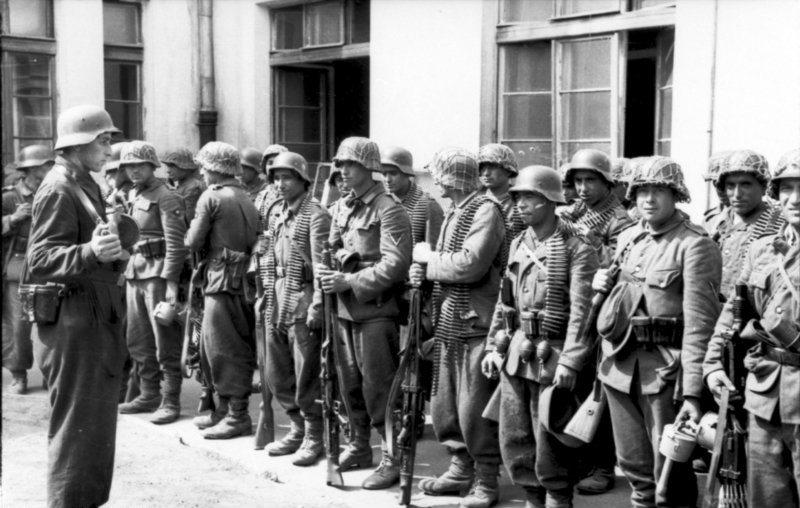
Des soldats d'azerbaïdjanais Feld-Bataillon I./111 pendant le soulèvement de Varsovie

Le 29 janvier 1944, Heinz Reinefarth est affecté comme chef de la SS et de la police du Reichsgau Wartheland (Reichsgau Wartheland, voïvodie polonaise de Grande-Pologne annexée par l'Allemagne en 1939). A ce poste, il est alors responsable de la répression organisée contre les Polonais et autres nationalités privées de tous droits par l'Allemagne. Après le déclenchement de l'insurrection de Varsovie, Reinefarth reçoit l'ordre d'organiser une unité militaire à partir de la 16e compagnie de police et d'autres unités de sécurité plus petites ; et se dirige vers Varsovie. À son arrivée, ses forces sont incluses dans le groupe de corps d'armée (korpsgruppe) Von Dem Bach (du général Erich von dem Bach) qui a reçu l'ordre d'Himmler de réprimer la rébellion. Dès le 5 août 1944, le groupe Reinefarth participe aux combats dans la région de Wola. En quelques jours, ses soldats et ceux d'Oskar Dirlewanger (36e Division SS) exécutent environ 40 000 habitants civils de Varsovie dans ce que l'on appelle aujourd'hui le Massacre de Wola. Celui-ci a été principalement perpétré par des éléments du groupe de combat (kampfgruppe) Reinefarth qui ont assailli la zone tenue par les insurgés de l'ouest.
Il est difficile de déterminer quelles unités spécifiques doivent être tenues pour responsables, mais les principales tâches de « nettoyage » avaient été assignées à au groupe d'assaut (angriffsgruppe) Dirlewanger avec les forces suivantes :
- bataillons de grenadiers SS I & II de la 36e Division SS,
- Bataillon de campagne I./111 azerbaïdjanais (Capitaine Werner Scharrenberg) (compagnie I & II du bataillon de campagne I./111, une partie de la 4e compagnie de mitrailleuse du bataillon de campagne I./111),
- SS Regiment musulman oriental (sans le bataillon III),
- Bataillon II "Bergmann" – (sans la 7e compagnie) (lieutenant Mertelsmann),
- Groupe opérationnel de la gendarmerie Walter (2 compagnies de gendarmes),
- Batterie antiaérienne du 80e Régiment,
- Escadron (compagnie) de chars d'assaut zb V. 218 (8x Brummbär) (capitaine Kellmann),
- 1 peloton du 654e bataillon de pionnier,
- 1 unité de lance-flammes KRONE (8x Flammenwerfer 41)

L'absence de documentation précise ne permet pas de spécifier quels éléments ont été impliqués dans le Massacre de Wola. Il est également possible que certaines unités de l'autre groupe d'assaut opérant dans la région  (groupe d'assaut (angriffsgruppe) Reck) (NDT: sous le commandement du Major Max Reck) ont pris une part active aux événements, vu qu'elle était également constituée d'unités de police ou de gendarmerie et d'unités d'affectation spéciale (la compagnie de police de Warschau du capitaine Kirchhubel, la compagnie de garde du capitaine Fersemann, le peloton mitrailleuse SS de la compagnie Posen (Poznań) de Röntgen mais aussi les grenadier SS Schule-Treskau et la 7e compagnie azerbaïdjanaise du bataillon II (Bergmann)).

## Unité turques de la Waffen-SS
Le 20 octobre 1944, le reste du régiment SS des musulmans oriental est transféré d'Ukraine à la Slovaquie et rebaptisé "Osttürkische Waffen-Verbände der SS" (régiment Waffen-SS de la Turquie orientale) et réorganisé en 3 bataillons organisés selon des lignes ethniques.
- 1 groupe armé turkmène
- 1 groupe armé azerbaïdjanais (2851 soldats: archives Gerhard von Mende)
- 1 groupe armé d'Idel-Ural

Chaque bataillon est composé d'un état-major, d'une compagnie d'état-major et de cinq compagnies d'infanterie. Le régiment des musulmans oriental est intégré dans l'Osttürkische Waffen-Verbände der SS et est considéré comme dissous. En décembre 1944, le groupe Waffen-SS azerbaïdjanais (Obersturmführer Kerrar Alesgerli) est transféré dans les Kaukasiche Waffen-Verbände der SS (groupe Waffen-SS caucasien). La brigade de montagne Waffen-SS tatar (Waffen Gebirgs der SS), qui a été dissoute, remplace les soldats azerbaïdjanais ; le commandant : standartenführer Harun el-Raschid Hintersatz (né Wilhelm Hintersatz à Senftenberg, Lausitz) est un officier allemand qui s'est converti à l'Islam en 1919. Les réorganisations commencent en janvier 1945 comme suit :
- Groupe Waffen-SS Turque
- Groupe Waffen-SS de Crimée
- Groupe Waffen-SS IDel-Urals

Il semble que de nouveaux « volontaires » sont intégrés, l'Osttürkische Waffen-Verbände passe de 5 000 hommes en janvier 1945 à 8 500 hommes au cours de la période de février-mai 1945. Au fur et à mesure que le Reich d'Hitler s'effondre, la Waffen-SS abandonne toute adhésion aux normes de sélection des recrues. S'ils pouvaient marcher et tirer au fusil, ils étaient suffisamment bons pour la SS. À cette époque, toutes les forces militaires allemandes grattent les fonds de tiroirs de la main-d'œuvre - par exemple, en janvier 1945, les centres de recrutement de la Heer et Waffen-SS sont combinés. Les troupes de la Waffen-SS sont de plus en plus souvent des transferts d'autres branches militaires de la Wehrmacht à provenance de formations paramilitaires et ouvrières. L'ensemble de l'unité arrive en mars 1945 à Merate, 20 km au nord de Milan, dans le nord de l'Italie. Affectés à la défense de la zone, les Osttürkische Waffen-Verbände n'ont apparemment participé à aucune opération d'envergure contre les partisans. Le 26 avril 1945, Hintersatz signe un pacte avec le commandement local des partisans, selon lequel les soldats resteront dans la caserne de Merate jusqu'à l'arrivée des troupes américaines. Cela se produit le 30 avril 1945, toute l'unité est passée aux mains de la 1st Armored Division (États-Unis) (1ère division blindée).

## Unité causasiennes de la Waffen-SS
En décembre 1944, lors d'un entrainement en Slovaquie, une rumeur selon laquelle l'unité est transférée dans l' armée d'Andrey Vlasov fit chuter le moral des soldats. Le 24 décembre, veille de Noël : 450 hommes desertent, 300 reviennent. Le régiment azerbaïdjanais a été retiré de l'Osttürkische Waffen-Verbände le 30 décembre 1944 et transféré à Kaukasischer Waffen-Verband der SS.
La Kaukasischer Waffen-Verband der SS, également connue sous le nom de Freiwilligen Brigade Nordkaukasien (la brigade volontaire du Nord Causase), commence à se former avec des volontaires de la région du Caucase, avec la Frewilligen-Stamm-Division (division des volontaires tribaux) comme noyau. En janvier 1945, Il est transféré du camp d'entraînement de Neuhammer à Paluzza dans le nord de l'Italie et est encore en formation lorsqu'il se rend aux forces britanniques à la fin de la guerre.
- Commandant : standartenführer Arved Theuermann

Organisation:
- Stab Kaukasischer Waffen-Verband der SS
- Stab Waffen-Gruppe Arménien
- Poignarder Waffen-Gruppe Nordkaukasus
- Stab Waffen-Gruppe Georgien
- Stab Waffen-Gruppe Aserbeidschan (1090 soldats : archives Gerhard von Mende)

Le commandant, standartenführer Magomed Nabi Oglu Israfilov (Israfilbey), né le 25 janvier 1893 en Azerbaïdjan est un ancien colonel de l'armée impériale russe. De l'été 1943 à 1944, il préside le Comité azerbaïdjanais. De mai à septembre 1943, il commande le 314e Régiment d'infanterie dans la 162e Division d'Infanterie (Turquie). Le 17 mars 1945, il est nommé responsable des affaires militaires au sein du Comité national azerbaïdjanais. Il est condamné à mort le 11 juillet 1945 par le district militaire de Bakou.

## Opération Zeppelin
L'Opérations Zeppelin est lancé en 1942 par le brigadeführer Walter Schellenberg, qui est devenu à la mi-mai 1943 le chef de la section E de l'Amt IV du RSHA, le service de renseignement extérieur de la SS. L'obersturmbannführer Georg Greife est responsable de cette opération.
Dès que les troupes allemandes pénètrent sur le territoire du Caucase du Nord, les membres des différents comités nationaux du Caucase commencent à mettre en place le noyau d'une administration d'État et d'autres organisations pour le cas éventuel que la Wehrmacht force le passage en Transcaucasie.
À l'été 1942, les ministères des Finances, de l'Intérieur, des Affaires étrangères du Reich ainsi que le RSHA créent un groupe spécial, le « Sonderstab Kaukasus » (l'état-major spécial du Caucase). Le « Sonderstab » est placé sous l'égide de « l'Opération Zeppelin ». Les membres de celui-ci organisent des unités de forces de police pour maintenir l'ordre sur le territoire du Caucase du Nord, et constituent l'appareil d'organisation de l'État.
L'Opération Zeppelin a plusieurs objectifs : la création de groupes de renseignement pour la collecte et la transmission d'informations en provenance de l'URSS, de défense de droits pour la diffusion de propagande sociale, nationale et religieuse ; de groupes rebelles pour organiser et mener une rébellion, et de groupes de sabotage pour sabotage politique et la terreur.
À partir des rapports radio de commandos derrière les lignes russes, il est possible de déterminer les actions entreprises. Il est envisagé de recruter les futurs fonctionnaires parmi les prisonniers de guerre de nationalité caucasienne, qui se trouvent en grand nombre dans les camps allemands du Caucase du Nord. Le groupe azerbaïdjanais était dirigé par Abbas Bey Atamalibekov. Il n'y a pas beaucoup d'informations sur Atamalibekov. En 1919, il est membre de la délégation azerbaïdjanaise dirigée par Alimardan Topchubaschev qui a participé à la Conférence de paix de Paris à Versailles. Il participe activement à la formation de légions nationales des prisonniers de guerre soviétiques en 1942, avec Abdurahman Fatalibeyli-Dudanginsky et Fuad Amirjan à Berlin. Il représente les SS azerbaïdjanais au Comité national azerbaïdjanais de 1943 à 1945, puis s'enfuit au Chili.
L'Opération Zeppelin a « partiellement réussi ». La plupart des membres du « Sonderstab » ont été capturés et exécutés par des agents du KGB. Dans ses archives personnelles, membre de l'Ostministerium, Gerhard Von Mende donne le nombre de 348 personnes d'origine azerbaïdjanaise qui ont participé à ces opérations. On ne sait pas si l'un d'entre eux était SS.

## Voir également
- Légion arabe libre
- Légion de l'Est

### Lectures complémentaires
- Eduard Abramian - Forgotten Legion: Sonderverbände Bergmann in World War II 1941-1945.
- Eduard Abramian -Kavkatsy v Abvere . Moscow 2006
- Christopher Ailsby - Hitler's Renegades: Foreign Nationals in the Service of the Third Reich.
- Wladyslaw Anders - Russian Volunteers in Hitler's Army 1941-1945.
- Christopher Bishop - SS Hitler's Foreign Divisions: Foreign Volunteers in the Waffen SS 1940-1945.
- J. Borsarello & W. Palinckx - Wehrmacht & SS: Caucasian, Muslim, Asian Troops.
- Dallin A. German Rule in Russia 1941–1945: A Study of occupation policies. London New York, 1957.
- Littlejohn D. Foreign Legions of the Third Reich: In 4 vols. San Jose, 1987. Vol.4.
- Antonio J. Muñoz - The East Came West: Muslim, Hindu & Buddhist Volunteers in the German Armed Forces 1941-1945.
- Munoz, Antonio J. Forgotten Legions: Obscure Combat Formations of the Waffen SS. Axis-Europa Books, 1991.
- Antonio Muñoz & Dr Oleg V. Romanko - Hitler's White Russians: Collaboration, Extermination and Anti-Partisan Warfare in Byelorussia 1941-1944.
- Foreign Volunteers of the Wehrmacht 1941-45 K. Yurado
- Tessin, Georg: Verbände und Truppen der deutschen Wehrmacht und Waffen-SS im Zweiten Weltkrieg 1939-1945. 20 Bde. Osnabrück 1967 ff.
- Held, Walter: Verbände und Truppen der deutschen Wehrmacht und Waffen-SS im Zweiten Weltkrieg. Eine Bibliographie der deutschsprachigen Nachkriegsliteratur. 5 Bde. Osnabrück 1978 ff.
- Joachim Hoffmann: Die Ostlegionen 1941–1943. Turkotartaren, Kaukasier und Wolgafinnen im deutschen Heer. Freiburg 1976.
- Jeloschek, Albert und Friedrich Richter, Ehrenfried Schütte, Johannes Semmler: Freiwillige vom Kaukasus. Georgier & Tschetschenen auf deutscher Seite. „Der Sonderverband Bergmann“ unter Theo Oberländer. Graz, Stuttgart 2003.
- ВА-МА, Oberkommando des Heeres / Generalstab des Heeres, H 1/136, bl. 64
- NARA. Microcopy T-354. Roll 161. Frames 3806724 through 3807091.